# Walter Husemann
Walter Husemann (Ellerbek, 2 dicembre 1909 – Berlino, 13 maggio 1943) è stato un giornalista tedesco, comunista e combattente della resistenza contro il regime nazista.
Da giovane studiò come giornalista, si interessò alla politica e si iscrisse al Partito Comunista di Germania (KPD). Con la salita al potere dei nazisti nel 1933, entrò a far parte della resistenza e attraverso la moglie, l'attrice Marta Husemann, si associò al gruppo di resistenza antifascista Schulze-Boysen dell'Orchestra Rossa. Insieme a John Sieg, conosciuto nel KPD, e a Fritz Lange, Martin Weise e Herbert Grasse, scrisse e pubblicò la rivista della resistenza Die Innere Front.

## Biografia
Walter nacque da Wilhelm e Luise Husemann. Dopo l'apprendistato come tornitore, organizzò uno sciopero per ottenere salari migliori e fu licenziato. Nel 1924, divenne membro della Lega della Gioventù Comunista di Germania e nel 1929 divenne direttore delle Giovani Guardie Antifasciste, l'organizzazione giovanile del Kampfbund gegen den Faschismus.
Nel 1930 conobbe Marta Wolter, già membro del KPD e attrice che aveva recitato nella commedia di Günther Weisenborn e Bertolt Brecht, La madre, e nel film Kuhle Wampe. Nel 1932 la coppia si trasferì in un appartamento a Mannheim. Dal 1930 al 1933 lavorò come redattore apprendista per diversi giornali comunisti, tra cui Die Rote Fahne, il Ruhr-Echo di Essen, il Sozialistische Republik di Colonia e il Mannheimer Arbeiterzeitung di Mannheim.

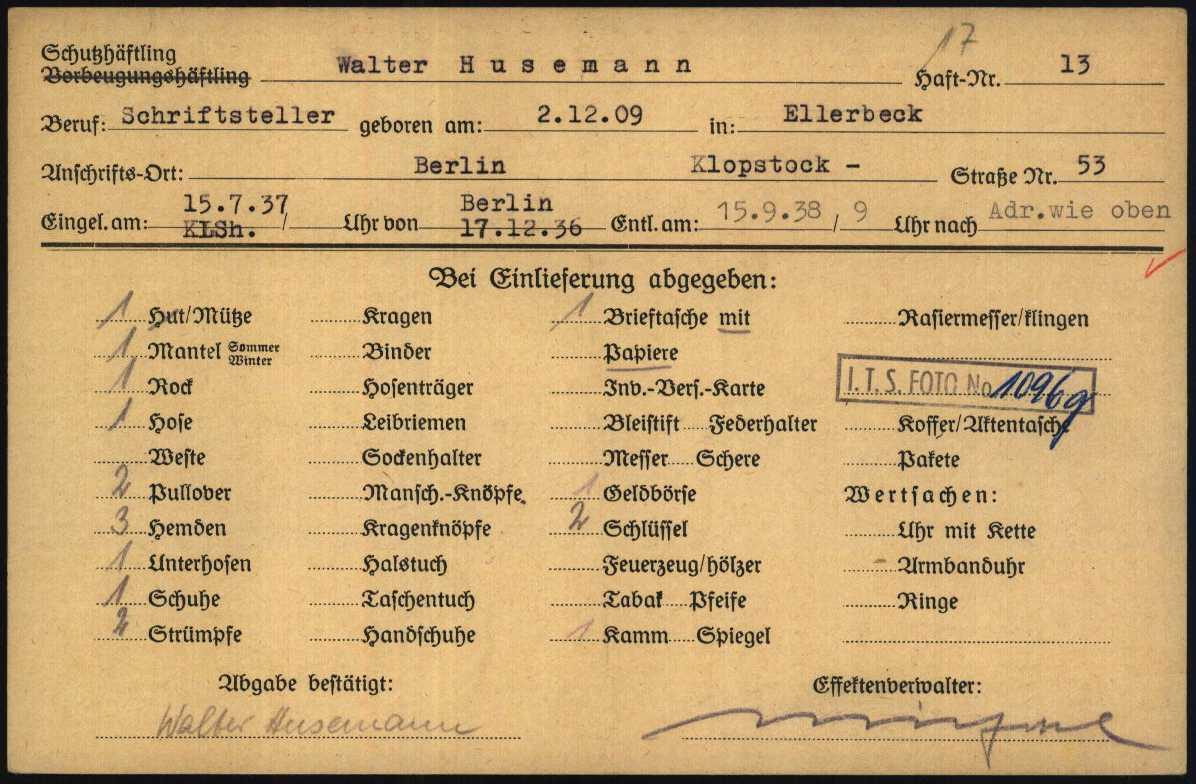
Elenco dei beni di Walter Husemann a Buchenwald.

Il 26 novembre 1936, Walter, la moglie e il padre furono arrestati per aver aiutato un funzionario comunista a nascondersi. Lui e il padre furono portati al campo di concentramento di Sachsenhausen senza subire alcun processo, mentre il fratello riuscì a fuggire e a trasferirsi a Mosca. In seguito, Walter fu trasferito al campo di concentramento di Buchenwald dove lavorò come bibliotecario del campo fino alla scarcerazione nel settembre 1938. La moglie Marta fu arrestata e portata al campo di concentramento di Moringen, dove rimase fino al giugno 1937, fu liberata dopo essere stata notata da Heinrich Himmler per il suo aspetto decisamente ariano.

Quando fu liberato nel settembre del 1938 tornò a lavorare come attrezzista. Tramite Marta, sua moglie, che aveva già lavorato con Gunther Weisenborn, fu introdotto nel gruppo di resistenza nato con Harro Schulze-Boysen e Arvid Harnack. Diventò un membro importante del gruppo Schulze-Boysen, avrebbe ricevuto gli opuscoli scritti dal gruppo, ma soprattutto rimase nel gruppo durante la transizione da fazione politica clandestina e resistente a organizzazione di spionaggio.

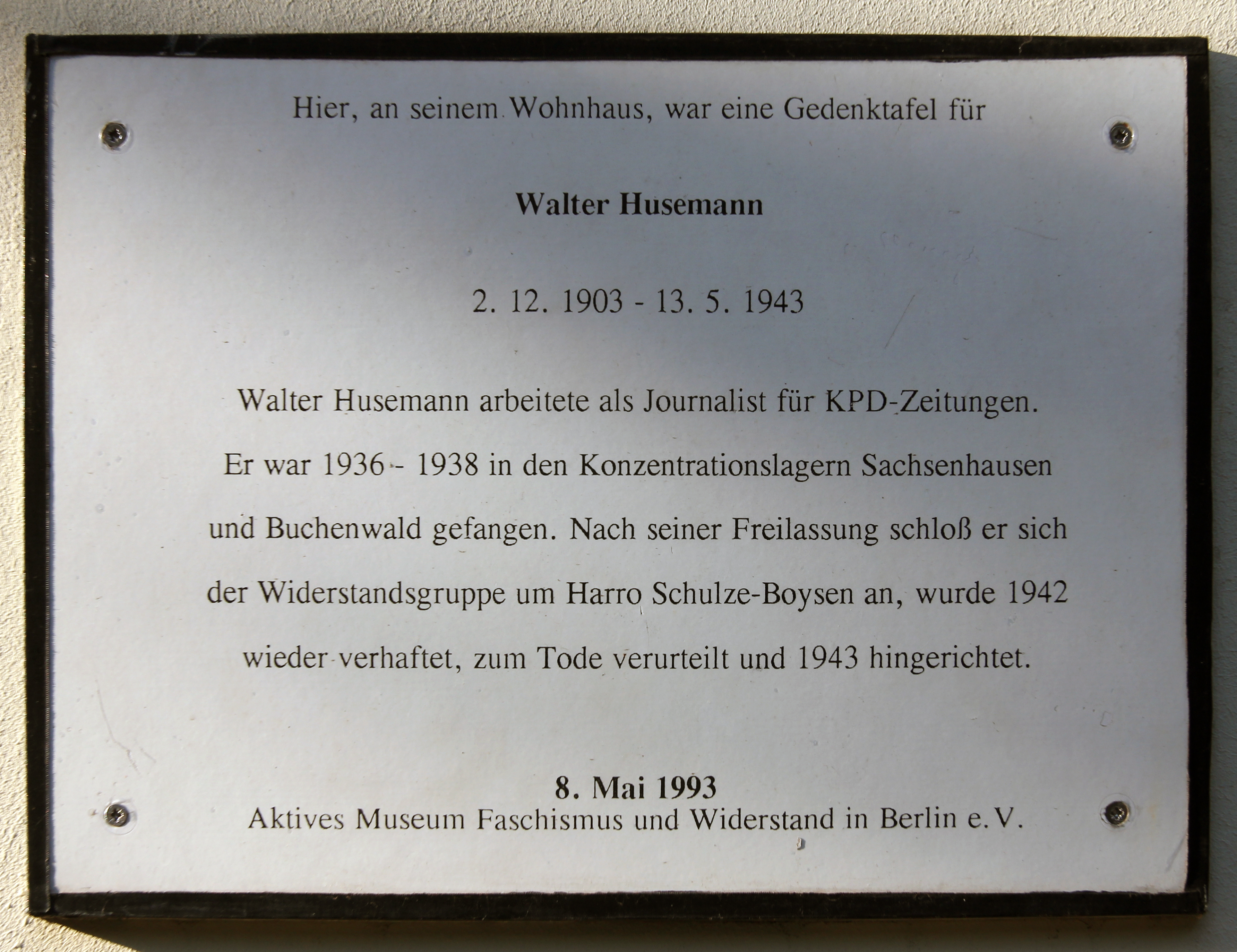
Targa commemorativa a Berlino.

Nel dicembre 1941, John Sieg iniziò a pubblicare regolarmente Die Innere Front e grazie al contatto con Wilhelm Guddorf, suo collega e membro del KPD, Husemann fu coinvolto anche nella stesura degli articoli per la rivista.

## Arresto
Il 9 settembre 1942, Walter Husemann fu arrestato sul posto di lavoro. Durante l'interrogatorio, tentò di fuggire saltando da una finestra chiusa dell'ultimo piano. Husemann fu rinviato a giudizio dal Reichskriegsgericht, il 26 gennaio 1943 il tribunale annunciò la sua condanna a morte per "preparazione all'alto tradimento e favoreggiamento dello spionaggio". Fu giustiziato il 13 maggio 1943 nella prigione di Plötzensee.